# Mathias Hedenström

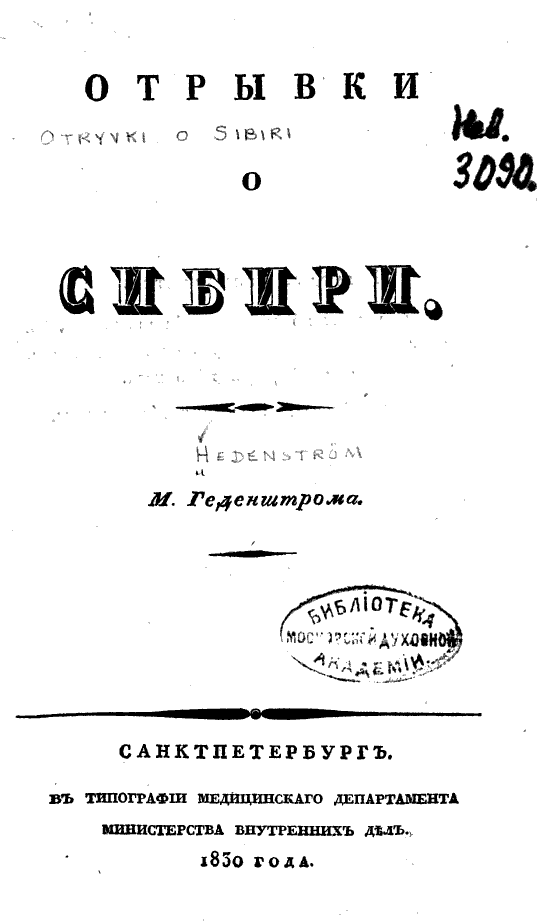
Otryvki o Sibiri (1830)

Mathias Hedenström (ryska: Матвей Матвеевич Геденштром, Matvej Matvejevitj Gedensjtrom), född 1780/1781 i Riga, Livland, Ryssland, död 2 oktober (gamla stilen: 20 september) 1845 nära Tomsk, var en rysk naturforskare och forskningsresande. 
Hedenström, som var son till en från Dalarna utflyttad Mattias Hedenström, var anställd vid tullverket i Riga, men förvisades på grund av någon oegentlighet till Sibirien och befann sig i Tobolsk, då han 1808 erhöll uppdrag att undersöka Nysibiriska öarna, som han med hjälp av Jakov Sannikov  kartlade under färder där 1809–11. Reseberättelserna publicerades av Grigorij Spasskij  i Sibiriska budbäraren och i Nyaste lärda och pittoreska resor i Sibirien (båda 1822). 
År 1813 anställdes Hedenström i guvernementskansliet i Irkutsk och blev något senare ispravnik (kretschef) i Verchneudinsk (nuvarande Ulan-Ude) i Transbajkal samt gjorde stora naturhistoriska samlingar. Sedermera flyttades han till västra Sibirien och Sankt Petersburg, där han blev ordförande i en avdelning av medicinska departementet och där han utgav Otryvki o Sibiri (Fragmenter om Sibirien, 1830). På egen önskan återflyttades han till Sibirien som guvernementspostmästare i Tomsk. Han var medlem av Naturforskarsällskapet i Moskva och omtalas fördelaktigt av Alexander Theodor von Middendorff och andra kännare av Sibirien.